# Francisco Ferreira Loureiro
Francisco Ferreira Loureiro, considerado o fundador do município de Taquarituba no Estado de São Paulo em 16 de agosto de 1886.
Casado com Gabriela Ferreira Loureiro e tiveram duas filhas: Ricardina Ferreira Loureiro Gomes e Maria Teodoro Loureiro. Descendentes de Francisco entre agricultores, pecuaristas e empresários fizeram o crescimento do município.